# Spodoptera obliterans
Spodoptera obliterans är en fjärilsart som beskrevs av Walker 1862. Spodoptera obliterans ingår i släktet Spodoptera och familjen nattflyn. Inga underarter finns listade i Catalogue of Life.